# Urban Acman
Urban Acman, slovenski atlet, * 28. marec 1976, Celje. 
Acman je za Slovenijo nastopil na Poletnih olimpijskih igrah 2000 v Sydneyju, kjer se je kot član štafete 4 X 100 m uvrstil v polfinale.